# 費倫斯華路士體育場
费伦茨瓦罗斯体育场（Ferencváros Stadion），也称安盟竞技场（Groupama Arena），是一座位于匈牙利首都布达佩斯的多功能体育场，现为費倫斯華路士體育會的主场。体育场可容纳23,698名观众。在2017年时，由于普斯卡什球场被拆除，所以在普斯卡什竞技场建成之前之前，这曾是布达佩斯最大的球场（2017-2019）。体育场因法国安盟集团赞助冠名为安盟竞技场。
安盟体育场是拆除弗洛里安·阿尔伯特体育场之后在原址兴建的

## 匈牙利国家队主场
在普斯卡什球场拆除之后，这里曾短暂的成为了匈牙利国家足球队的主场，而到了普斯卡什竞技场取代了普斯卡什球场了之后，匈牙利国家队的主场变为仍然在旧址的普斯卡什竞技场